# Sagarmatha (film)
Sagarmatha – czechosłowacko - nepalski film fabularny z 1988 roku w reżyserii Jána Piroha.

## Obsada
- Oldřich Kaiser – Jan, syn
- Rajshree Chhetri – Kobieta z Nepalu
- Bořivoj Navrátil – Mischa, ojciec
- Peter Staník
- Miroslav Vladyka
- Ivo Heller
- Karel Hábl – Josef, lider ekspedycji
- Milan Bahúl
- Vladimír Jedľovský